# لاغان فالي (دائرة انتخابية في المملكة المتحدة)
لاغان فالي (بالإنجليزية: Lagan Valley)‏ هي إحدى الدوائر الانتخابية في المملكة المتحدة الممثلة في مجلس العموم في برلمان المملكة المتحدة.
عضو البرلمان الذي يمثلها حالياً هو :Rt Hon Jeffrey M. Donaldson (DU).